# Основа (ткацтво)

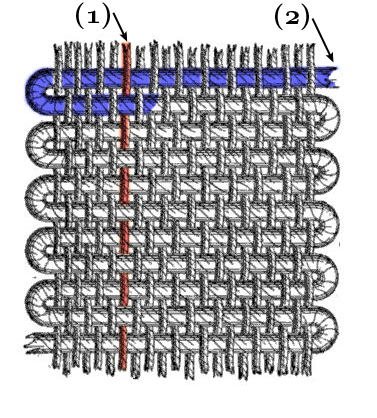
1) Нитка основи (червона); 2) Утік (позначений синім)

Осно́ва (від прасл. *snovati) — сукупність поздовжніх (вертикальних), паралельних одна одній ниток у тканині, які розташовуються під прямим кутом до утоку. Разом з утоком основа утворює ткацьке переплетення.

## Опис

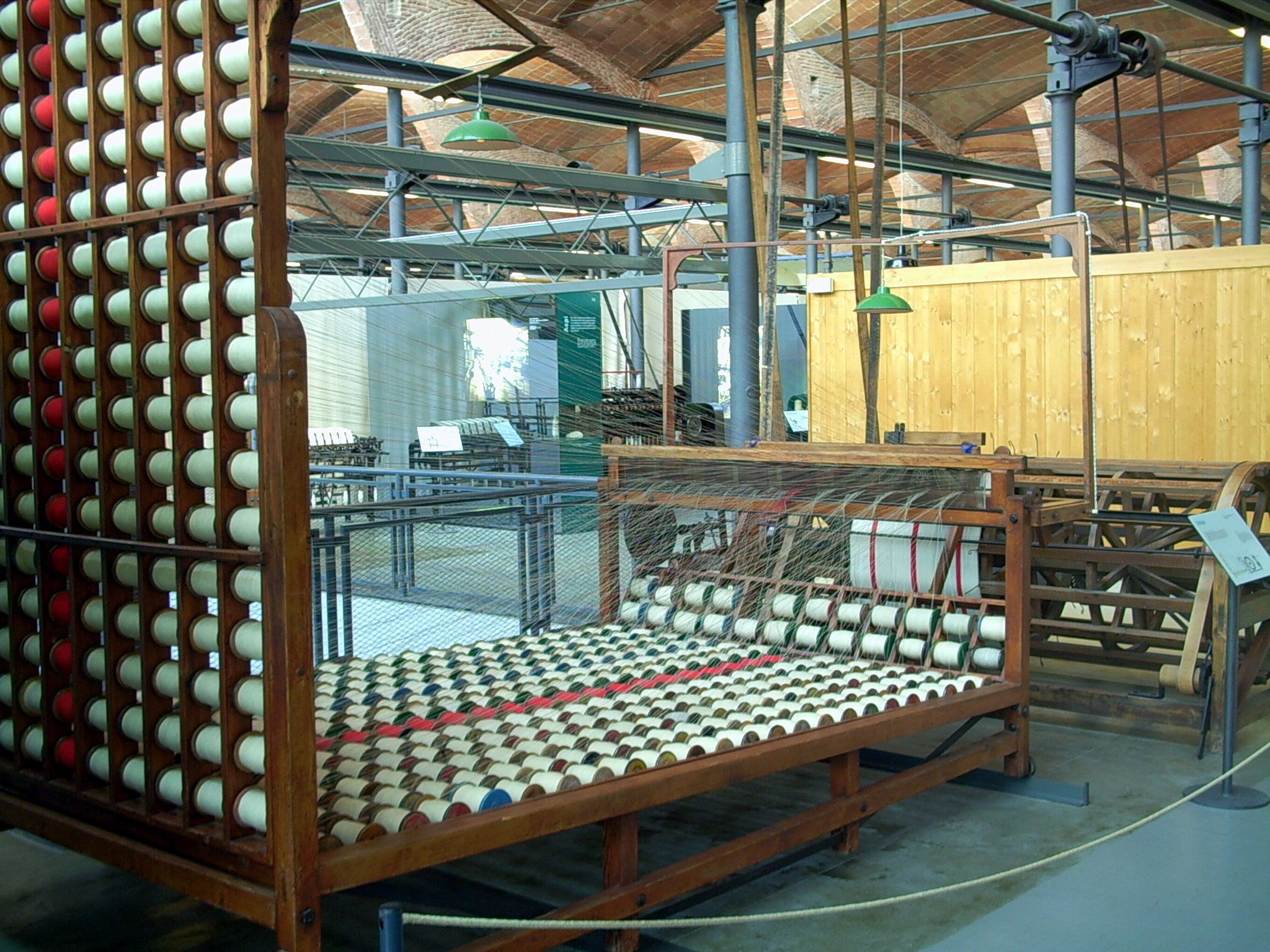
Снувальна машина

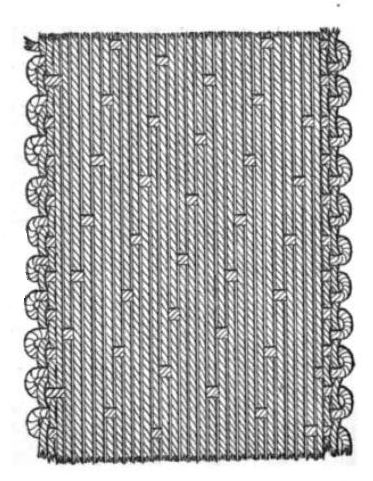
В атласному переплетенні, звичайному для шовкових тканин, кожна нитка основи проходить над 16 утоковими нитками

Існують два способи подання ниток основи в ткацький верстат:
- З навою
- Зі шпулярника

У першому разі основа намотується на спеціальний вал — навій. Вільні кінці ниток кріпляться до другого навою (переднього, також відомого як товарний валик). Операція з перемотування ниток основи з бобін (шпуль) на навій називають снуванням. Колись для снування застосовували спеціальний ручний прилад (відомий під назвою «ритки», «оснівниця», «снувавка», «снувалка»), зараз для цих цілей використовують снувальні машини. Між навоями нитки основи проходять через бердо, призначене для ущільнення утокової нитки, і ремізки, призначені для утворення зіва в основі. Над навоями розташовані валики: над заднім — скало, яке огинають нитки основи, а над переднім — магель, який огинається готовим полотном. На багатьох верстатах використовується основоспостерігач — пристрій для автоматичної зупинки в разі обриву основної нитки. Ламелярний основоспостерігач складається з поперечних рейок, споряджених ламелями — довгими металевими пластинками з двома отворами. Видовженим отвором ламель надівається на рейку, а через круглий проходить нитка основи між ремізками і заднім навоєм. У кожну рейку вставлена струмопровідна шина, з'єднана з електромагнітним реле і відділена від рейки шаром діелектрика. У випадку обривання нитки ламель падає на рейку, замикає контакти рейки і шини, вмикаючи реле і викликаючи зупинку верстата. Існують безламелярні основоспостерігачі: в одних роль ламелей виконують верхні частини металевих ничельниць ремізок, в інших використовуються фотоелектричні пристрої зі звичайним світловим чи лазерним променем.
Снуванню може передувати шліхтування — просочування основи шліхтою (спеціальним розчином для надання ниткам міцності і гладкості).
У деяких випадках, переважно при виробництві важких технічних тканин, а також для подавання ворсової основи у виробництві ворсових тканин (велюру, плюшу, шпігелю), навій не використовують, а подають основу у верстат безпосередньо з бобін, за допомогою спеціального приладу — шпулярника.
При робленні тканин складної структури (багатошарових, ворсових, пістрьових) у верстат може подаватися не одна, а дві і більше основ. У цьому разі нижня основа називається корінною, а верхня — притискною.
Характеристики основи:
- Ширина
- Кількість ниток
- Щільність (кількість ниток на одиницю довжини — наприклад, 10 ниток/см)
- Лінійна щільність
- Хімічний склад ниток
- Кольоровість (одно- чи багатокольорова)

## Ткацтво на дощечках

Основа при тканні на дощечках

У разі ткання за допомогою дощечок нитки основи проходять через отвори на дощечках, а одним кінцем прив'язані до якогось нерухомого предмета, наприклад, до пояса майстра.

## Інше
Основою також називають одну з систем ниток, вживану у виробництві поперечно-в'язаного трикотажу. Підготовка її до роботи і зовнішній вигляд аналогічні ткацькій основі.